# تصفيات كأس العالم للسيدات 2007
التصفيات المؤهلة إلى كأس العالم للسيدات 2007 هي التي حدّدت 15 فريقاً انضمّوا إلى الصين، الدولة المستضيفة، للمشاركة في كأس العالم للسيدات. حيث حصلت أوروبا على 5 مقاعد تأهيلية، وآسيا على 3.5 مقاعد (بما في ذلك الدولة المستضيفة)، وأمريكا الشمالية والوسطى على 2.5 مقاعد، وأفريقيا على مقعدين، وأمريكا الجنوبية على مقعدين، وأوقيانوسيا على مقعد واحد. وحُدد المقعد السادس عشر عن طريق مباراة المربع الذهبي بين الفرق التي احتلت المركز الثالث في أمريكا الشمالية/الوسطى وآسيا.

## أفريقيا
عملت بطولة إفريقيا لكرة القدم للسيدات 2006 بمثابة بطولة التصفيات المؤهلة لكأس العالم 2007. كان من المقرر في الأصل إقامة هذه البطولة في الغابون، لكن بسبب "أسباب تنظيمية" انسحبت الغابون من استضافة المسابقة. شارك 32 فريقاً في البطولة الأفريقية وتنافسوا على المقعدين المتاحين، لكن انسحب 6 فرق أثناء مرحلة التصفيات.
في 7 نوفمبر 2006، تأهلت  نيجيريا و غانا بفوزهما في مباريات نصف النهائي.

## آسيا
عملت بطولة كأس آسيا للسيدات 2006 بمثابة بطولة التصفيات المؤهلة. كان من المقرر في الأصل إقامة البطولة في اليابان، ولكن بعد انتقال اتحاد أستراليا لكرة القدم من اتحاد أوقيانوسيا لكرة القدم إلى الاتحاد الآسيوي لكرة القدم، شارك منتخب أستراليا في سلسلة التصفيات. وقد مُنحت حقوق الاستضافة في فبراير 2006. وأقيمت البطولة بين 16 يوليو 2006 و30 يوليو 2006. ونظراً لأن  الصين، الدولة المضيفة لكأس العالم للسيدات 2007، تأهلت إلى النهائي، فقد تأهل من النهائي الآخر  أستراليا وكذلك المنتخب الذي احتل المركز الثالث  كوريا الشمالية إلى نهائيات كأس العالم. وتأهل المنتخب الذي احتل المركز الرابع  اليابان إلى مباراة تصفيات مع  المكسيك، المنتخب الذي احتل المركز الثالث في كأس الكونكاكاف الذهبية للسيدات 2006.

## أوروبا
قُسم الـ25 فريقاً من الفئة الأولى لكرة القدم النسائية الأوروبية إلى خمس مجموعات، وتأهل الفائزون من كل مجموعة إلى نهائيات كأس العالم. واكتملت التصفيات في 30 سبتمبر 2006 مع تأهل  النرويج، و السويد، و ألمانيا، و الدنمارك، و إنجلترا.

## أمريكا الشمالية، أمريكا الوسطى والكاريبي
عملت كأس الكونكاكاف الذهبية للسيدات 2006 بمثابة بطولة التصفيات المؤهلة الخاصة بكونكاكاف. أقيمت نهائيات البطولة بين 19 و26 نوفمبر 2006. حصلت كل من الولايات المتحدة وكندا على مقاعد مباشرة بعد مشاركتهما في نهائي كأس الكونكاكاف الذهبية للسيدات 2002، بينما تحددت أربعة مقاعد أخرى عن طريق التصفيات الإقليمية.
في 22 نوفمبر 2006، تأهلت  الولايات المتحدة و كندا بحصولهما على الفوز في مباريات نصف النهائي، بينما تأهلت  المكسيك إلى مباراة تصفيات مع  اليابان بعد فوزها على جامايكا في مباراة المركز الثالث في كأس الكونكاكاف الذهبية للسيدات 2006.

## أوقيانوسيا
مُنح مقعد واحد للفائز ببطولة أوقيانوسيا للسيدات لكرة القدم 2007 التي أقيمت من 9 أبريل إلى 13 أبريل 2007 في بابوا غينيا الجديدة.
فاز  نيوزيلندا بهذه البطولة وتأهل إلى كأس العالم للسيدات 2007. وهذه هي المرة الثانية التي يشارك فيها ضمن كأس العالم للسيدات، والمرة الأخرى كانت في كأس العالم للسيدات 1991.

## أمريكا الجنوبية
عملت بطولة كوبا أمريكا فمنينا 2006 بمثابة التصفيات المؤهلة الخاصة بكونميبول. كان من المقرر في الأصل أن تُقام بطولة كرة القدم للسيدات ضمن ألعاب أمريكا الجنوبية 2006 ‏ في بوينس آيرس، لتكون بمثابة بطولة التصفيات، لكن لجنة ألعاب أمريكا الجنوبية ألغت كرة القدم من الألعاب، مما اضطر الاتحاد الأرجنتيني لكرة القدم إلى تنظيم بطولة في وقت قصير.
في 24 نوفمبر، تأهلت  البرازيل بحصولها على ست نقاط. وتأهلت  الأرجنتين في 26 نوفمبر بعد فوزها على البرازيل وحصولها على 7 نقاط، مما مكنها من الفوز بالبطولة.

## الفرق المتأهلة
الفرق التالية تأهلت للمشاركة في البطولة:
| الفريق           | عدد المشاركات (شاملة 2007) | أطول سلسلة متتالية | المشاركة الأولى | أحدث مشاركة قبل 2007 | أفضل أداء سابق           |
| ---------------- | -------------------------- | ------------------ | --------------- | -------------------- | ------------------------ |
| الأرجنتين        | 2                          | 2                  | 2003            | 2003                 | الجولة الأولى            |
| أستراليا         | 4                          | 4                  | 1995            | 2003                 | الجولة الأولى            |
| البرازيل         | 5                          | 5                  | 1991            | 2003                 | المركز الثالث (1999)     |
| كندا             | 4                          | 4                  | 1995            | 2003                 | المركز الرابع (2003)     |
| الصين            | 5                          | 5                  | 1991            | 2003                 | وصيف (1999)              |
| الدنمارك         | 4                          | 3                  | 1991            | 1999                 | ربع النهائي (1991 و1995) |
| إنجلترا          | 2                          | 1                  | 1995            | 1995                 | ربع النهائي (1995)       |
| ألمانيا          | 5                          | 5                  | 1991            | 2003                 | الأبطال (2003)           |
| غانا             | 3                          | 3                  | 1999            | 2003                 | الجولة الأولى            |
| اليابان          | 5                          | 5                  | 1991            | 2003                 | ربع النهائي (1995)       |
| كوريا الشمالية   | 3                          | 3                  | 1999            | 2003                 | الجولة الأولى            |
| نيوزيلندا        | 2                          | 1                  | 1991            | 1991                 | الجولة الأولى            |
| نيجيريا          | 5                          | 5                  | 1991            | 2003                 | ربع النهائي (1999)       |
| النرويج          | 5                          | 5                  | 1991            | 2003                 | الأبطال (1995)           |
| السويد           | 5                          | 5                  | 1991            | 2003                 | وصيف (2003)              |
| الولايات المتحدة | 5                          | 5                  | 1991            | 2003                 | الأبطال (1991 و1999)     |

شارك كل متأهل في نسخة سابقة من كأس العالم للسيدات. وحتى الآن، تُعد كأس العالم للسيدات 2007 البطولة الوحيدة سواء للرجال أو للسيدات التي شاركت فيها كل الفرق في النهائيات ببطولة سابقة.